# 酚醛
酚醛（英語：Phenolic aldehydes）是一类带有醛基官能团的苯酚衍生物，属于芳香醛。酚醛经常在葡萄酒和干邑白兰地中发现。
酚醛的例子包括：
- 单羟基苯甲醛
- 原儿茶醛等二羟基苯甲醛
- 香草醛和异香草醛等